# Triscina
Trìscina, nota anche come Trìscina di Selinunte, è una frazione di 740 abitanti di Castelvetrano, comune italiano del libero consorzio comunale di Trapani in Sicilia.

## Geografia fisica
Assieme a Marinella di Selinunte è una delle due frazioni litoranee del comune di Castelvetrano. Dista circa 2 km dall'area archeologica di Selinunte con cui limita a est, mentre a ovest è contigua alla frazione di Tre Fontane del comune di Campobello di Mazara.
Nel giugno 2016 è stato inaugurato l'ingresso al parco archeologico di Selinunte anche dal lato ovest, ovvero da Triscina.
Trìscina vanta una spiaggia sabbiosa e un mare dai bassi fondali.

## Storia
La frazione è nata e cresciuta nella seconda metà del XX secolo attraverso l'edificazione di case abusive, priva di un impianto urbanistico pianificato. Trìscina, così come in minor misura, Marinella, viene spesso citata come esempio di abusivismo edilizio di massa.
Nell'ultimo decennio il fenomeno è stato bloccato e dal 2018 attraverso le demolizioni, di decine di abitazioni, si è avviato un processo di ripristino del litorale.

## Infrastrutture e trasporti
Trìscina è collegata da autobus extraurbani con Castelvetrano e Marinella di Selinunte.